# Johanna Andresen
Johanna Andresen (* 21. Oktober 1999 in Flensburg) ist eine deutsche Handballspielerin, die für den deutschen Bundesligisten Buxtehuder SV aufläuft.

## Karriere
Andresen spielte im Jugendbereich bei der HSG Handewitt/Nord Harrislee, einem Zusammenschluss der weiblichen Jugendmannschaften des Handewitter SV und des TSV Nord Harrislee. Andresen trainierte als A-Jugendliche bei der Damenmannschaft des TSV Nord Harrislee mit und erhielt auf der Position Linksaußen Spielanteile in der 3. Liga. Mit dem TSV Nord Harrislee stieg sie 2018 in die 2. Bundesliga auf. Später wurde die Rechtshänderin auf der Position Rückraum rechts eingesetzt. Ab der Saison 2023/24 stand sie beim Bundesligisten Bayer Leverkusen unter Vertrag. Dort spielte sie im linken Rückraum. Im Sommer 2025 wechselte sie zum Buxtehuder SV.

## Sonstiges
Ihre Schwester Marie Andresen spielte ebenfalls Handball.